# Mini-playbackshow
De Mini-playbackshow was een playbackshow voor kinderen op de Nederlandse televisie, bedacht en gepresenteerd door Henny Huisman. Het programma liep van 1985 tot 1998. Aanvankelijk was het programma een productie van de KRO, maar bij Huismans verhuizing naar het commerciële RTL 4 nam hij zijn creatie mee naar deze zender.
In het programma konden kinderen in hun eentje of met een vriendje of vriendinnetje hun favoriete artiest playbacken voor een groot publiek. Ook was er een wekelijks terugkerend programmaonderdeel dat "de moppentrommel" heette, waarin kinderen aan Henny een mop konden vertellen. Hierbij werden vaak niet alleen moppen, maar ook andere humoristische verhalen verteld. Na de prijsuitreiking zong Huisman met de kandidaten nog een liedje. In de eerste jaren was dit "Later als je groot bent" en vanaf 1989 was dit steevast "Met z'n allen", bedoeld als troost voor de verliezers. Hierbij vielen ballonnen vanaf het plafond van de studio naar beneden, het publiek in. Met dit lied scoorde Cooldown Café samen met Huisman in 2001 een hit.
In het buitenland zenden tien landen varianten uit van het programma. De show werd bijvoorbeeld in Duitsland op televisie gebracht, waar het gepresenteerd werd door de Nederlandse Marijke Amado.

## Juryleden
Ook de Mini-playbackshow kende, net als de Playbackshow en de Soundmixshow, een jury. In tegenstelling tot de programma's voor volwassenen werd er niet zo zeer kritisch naar de deelnemers gekeken, maar was het meer een vergaarbak van complimenten. Vandaar dat vakmensen als Barrie Stevens en Jacques d'Ancona ook zelden in die jury zaten. Wel regelmatig aanwezig waren onder meer Sien Diels, Tonny Eyk en Carlo Boszhard. Ook zaten er vaak poppen of clowneske personages in de jury. Voorbeelden hiervan zijn Sjaak de Kater (een persiflage op het jurylid Jacques d'Ancona) en de acteur Jaap Stobbe vermomd als clown. Het meest bekende personage is Bulletje. Bulletje was een stier die vaak onnozel uit de hoek kwam. Hij werd gecreëerd en gespeeld door poppenspeler Aad Peters. In de laatste serie figureerde paard Snuitje als vast jurylid. Snuitje werd gespeeld en bediend door Michel Rahn. Snuitje stond hierbij in een "paardenstal", de plek waar hij stond was rondom voorzien van hekken.